# Carabanchel Alto (métro de Madrid)
Carabanchel Alto est une station de la ligne 11 du métro de Madrid. Elle est établie sous l'avenue de Carabanchel Alto, dans l'arrondissement de Carabanchel, à Madrid en Espagne.

## Situation sur le réseau
La station est située entre San Francisco au nord-est, en direction de Plaza Elíptica, et La Peseta au sud-ouest, en direction de La Fortuna.

## Histoire
La station est mise en service le 18 décembre 2006, lors de l'ouverture d'une nouvelle section de la ligne entre Pan Bendito et La Peseta.

## Services aux voyageurs

### Accès et accueil
La station possède un accès équipé d'escaliers et d'escaliers mécaniques, ainsi qu'un accès direct par ascenseur depuis l'extérieur.

### Intermodalité
La station est en correspondance avec les lignes de bus no 35 et 47 du réseau EMT, ainsi qu'avec les lignes d'autobus interurbains no 481, 482, 491, 492 et 493.